# 杜光庭
杜 光庭（と こうてい、850年 - 933年）は、唐末から五代十国時代にかけての著述をよくした道士。字は賓聖、東瀛子と号した。広成先生と諡された。処州縉雲県の出身。本貫は京兆郡杜陵県。

## 生涯
唐の懿宗の咸通年間（860年 - 874年）に、何度か科挙に応じたが落第した。官途を諦めた光庭は、天台山に行き、応夷節を師として道教を学んだ。師の応夷節は、司馬承禎の五代後の弟子である（司馬承禎 - 薛季昌 - 田虚応 - 馮惟良 - 応夷節）。その後、唐の僖宗が、光庭の名声を聞いて召見し、紫袍を賜り、麟徳殿文章応制に任じ、内供奉とした。
中和元年（881年）、僖宗に随って入蜀し、後ち成都に留まった。その後、前蜀の王建に重用され、光禄大夫・戸部侍郎・上柱国・蔡国公に任じられ、号を広成先生と賜った。後主が立つと、伝真天師の号を賜り、崇真館大学士に任じられた。
晩年は、青城山に隠居したため、「山中宰相」と称せられた。その没後、清都観に葬られた。著書に『歴代崇道記』がある。

## 主要著作
杜光庭は儒教・道教の典籍に精通し、一方で、道法が紊乱していることを慨嘆し、道書数千巻を蒐集して、その整理を行なった。その生平の著述は非常に多い。『正統道蔵』には27種、『全唐文』302篇が収録されている。
- 『仙伝拾遺』
- 『王氏神仙伝』
- 『太上宣慈助化章』
- 『録異記』
- 『道徳真経広聖義』
- 『道門科範大全集』
- 『道教霊験記』
- 『神仙感遇伝』

など。
- 『虯髯客傳（中国語版）』（虯髯客伝）は、伝奇小説で宋代の『太平広記』に収録された英雄譚[1]。登場人物の3人、実在の名将である李靖、女傑の紅拂女（中国語版）、書生でタイトルともなっている虯髯客（中国語版）は風塵三侠（风尘三侠）と呼ばれた。